# 和宮親子内親王
親子内親王（ちかこないしんのう、1846年7月3日〈弘化3年閏5月10日〉- 1877年〈明治10年〉9月2日）は、仁孝天皇の第8皇女。御称号は和宮（かずのみや）。江戸幕府第14代将軍・徳川家茂の正室（御台所）。家茂死後には落飾し、静寛院（せいかんいん）の院号宣下を受け、静寛院宮（せいかんいんのみや）と名乗った。
「和宮」（かずのみや）は誕生時に賜わった幼名で、「親子」（ちかこ）は文久元年（1861年）の内親王宣下に際して賜わった諱である。孝明天皇の異母妹。明治天皇の叔母にあたる。品位は二品、薨後贈一品。

## 生涯

### 生い立ち
弘化3年（1846年）閏5月10日、京都御所の東に隣接する橋本邸において、仁孝天皇の第八皇女として生まれる。母は側室・橋本経子（観行院）。閏5月16日、異母兄・孝明天皇より和宮の名を賜る。父・仁孝天皇は和宮の誕生に先立つ1月26日に崩御しており（遺腹の子）、和宮は勅命により橋本邸で養育された。
嘉永4年（1851年）7月12日、孝明天皇の命により有栖川宮熾仁親王と婚約する。

### 降嫁
安政5年（1858年）6月27日、日米修好通商条約の無断調印の旨が宿継奉書で京都に知らされた。翌日の28日、孝明天皇は譲位の意思を示した。驚愕した一同に諌止されたが、朝廷は幕府へ説明を求め大老の井伊直弼および御三家に上京を求めた。しかし多忙または謹慎中のため、京都所司代の酒井忠義、老中の間部詮勝が京都へのぼることになった。その一方、7月11日に日露修好通商条約、7月18日に日英修好通商条約は勅許がないまま調印された。7月22日、孝明天皇は近衛忠煕に再び譲位の意思を示した宸翰を下した。
8月5日に孝明天皇が出された「御趣意書」を近衛忠煕、鷹司輔煕、一条忠香、三条実万は関東へ送るように命じられた。8月7日に朝議がひらかれる予定となったが内覧関白・九条尚忠が朝議に出席しなかった。このため内覧を経ない正式ではない勅書が誕生し8月8日に水戸藩、次いで幕府へ下された（戊午の密勅）。水戸藩への宸翰は朝廷内でも異論が出たが近衛や鷹司が押し切ったとされる。9月2日、幕府寄りの九条へ関白辞職を求める内勅が出され当日に辞表を受理、4日に内覧辞退の勅許が出された。これらが引き金となり9月より京都では宮家・公卿の家臣が捕縛拘引された。10月19日、九条尚忠は関白に復職し、10月24日に参内した間部詮勝は虚偽と欺瞞に満ちた弁疏をだした。12月24日、間部を再度参内させた孝明天皇は公武一和の立場より将来、鎖国に戻るとの説明を受け入れた（心中氷解の沙汰書）。
『岩倉公実記』によると10月1日、近衛忠煕と酒井忠義の会話の中で、加納繁三郎が提案していた件が話に出た。酒井は近衛に加納案、具体的には和宮が降嫁すれば公武一和に役立つと切り出したことが降嫁発案の発端とされる。孝明帝の近臣であった近衛は公武一和は結構だが熾仁親王との婚約が決まっており無理な話だと意見を述べた。
安政6年（1859年）、酒井は九条尚忠へ和宮降嫁を打診した。幕府寄りの九条だが婚約は孝明帝の命令であるため無理だと断り、孝明帝の皇女・富貴宮（1歳）を降嫁するなら尽力すると約束した。経緯は不明だが、和宮降嫁の話は和宮の生母・観行院（橋本経子）の叔母で元大奥上臈年寄の勝光院に伝わった。勝光院は真相を観行院の兄で橋本家の当主である橋本実麗へ書信で尋ねた。観行院は信じなかったが実麗は幕府のやり方ならありえると考えた。この年の1月より酒井と九条は戊午の密勅にかかわった宮、公卿への辞官落飾（四公落飾）を孝明天皇から出させるように圧力を加えていた。4月22日、抵抗する力のない天皇は受け入れた。観行院と実麗は降嫁の噂を和宮には話さなかった。5月25日、議奏の久我建通らが和宮の降嫁を内議した。8月2日、富貴宮が薨去。徳富蘇峰の『近世日本国民史』は翌年にも酒井所司代の家来が橋本邸を訪れた事情を伝えている。
『岩倉公実記』によるとその翌年、月日は不明だが、九条家の家宰・島田左近が実麗へ和宮降嫁を持ち出した。噂が事実であると分かった実麗だが返事ができなかった。
万延元年（1860年）4月12日、幕命を受けた酒井忠義は九条尚忠へ和宮の将軍家降嫁を奏請した。孝明天皇は議奏・武家伝奏に諮った上で、
- 和宮には既に熾仁親王との婚約が成立している。
- 先帝の娘であり異腹の妹である和宮の進退は、天皇の意志のままにはできない。
- 年少の和宮が異人のいる関東へ行くのを嫌がっている。

ことを理由に内願を却下した。
5月11日、酒井忠義は幕府の許可を得ないまま、九条尚忠へ宛てて再考を願い出ている。すなわち
- 和宮と熾仁親王はまだ結納を済ませていないため内約であり、破約しても天皇の信用を損なうものではない。
- 皇妹の縁組は先例もあり、遠い関東へ移るなら尚更のこと大事に扱う。
- 朝廷から人数を送り、また関東は武士が参勤する地でもあれば異人より警護もできる。

とした上で、孝明天皇が国内の安定を願っている点を押さえて
- 一昨年より幕府と朝廷の齟齬をきたした点について、我々は理解している。
- しかし世間には明らかとなってはいない。
- そのうえで断ったのでは幕府閣僚が孝明天皇の思し召しについて、心配になってしまうのも仕方ない。
- 京都と関東で書信の往復が繰り返されると立たない角でも端々に立ってしまう。
- それでは今までなしてきた公武一和にも影響がでかねないのは自分としては心配である。

と公武合体に沿った決断を求めた。
幕府は、5月26日に重ねて和宮の降嫁を奏請した。同時に生母・観行院と伯父の橋本実麗、さらに勝光院を通じての説得工作を行った。
橋本実麗は説得に折れ、何事も天皇の思召しに従うと言上した。孝明天皇は、侍従・岩倉具視に意見を求めた。岩倉は「幕府に通商条約の引き戻し（破約攘夷）を確約させ、幕府がこれを承知したら、御国の為と和宮を説得し、納得させた上で降嫁を勅許するべき」と回答した。6月12日、天皇は「攘夷を実行し鎖国の体制に戻すならば、和宮の降嫁を認める」旨の勅書を出し、幕府が7月18日に「10か年以内の鎖国体制への復帰」を奉答したことで天皇は和宮の降嫁を決断した。
8月7日、和宮は宮中へ上がり、縁組を固く辞退した。既に幕府に攘夷を約させた上で降嫁が成らなければ、朝廷の信義が疑われると苦慮した天皇は、久我建通の言を容れ、
- 和宮があくまで辞退するなら、前年に生まれた皇女・寿万宮を代わりに降嫁させる。
- 幕府がこれを承知しなければ、自分は責任をとって譲位し、和宮も林丘寺に入れて尼とする。

と決意した。また、同13日の九条尚忠に宛てた書翰には、「（降嫁に反対する）橋本実麗・観行院の両名を罰するよう幕府に依頼し、和宮も降嫁の話を断って有栖川宮と縁組しようとしても自分は認めないから、尼になるしか道はない」という旨の文言がある。天皇の譲位の決意、親族への圧力を示唆された和宮はここに降嫁を承諾するに至る。
8月15日、観行院から和宮が降嫁を内諾する旨が奏上される。降嫁にあたって和宮は、
1. 父・仁孝天皇の十七回忌の後に関東に下向し、以後も回忌ごとに上洛させること。
2. 大奥に入っても、万事は御所の流儀を守ること。
3. 御所の女官をお側付きとすること。
4. 御用の際には伯父・橋本実麗を下向させること。
5. 御用の際には上臈か御年寄を上洛させること。

の5か条を条件とした。また孝明天皇は別に、
- 和宮の提示した条件を遵守すること。
- 老中が交代しても攘夷の誓約は変わらないこと。
- 和宮の降嫁は公武の熟慮の上で決定されたことを天下に周知させること。
- 外国との貿易によって国民生活が窮乏しないよう対策を講じること。
- 降嫁前に和宮の内親王宣下を行うこと。

などの条件を幕府に提示している。だが、早期の婚儀を望む幕府は年内の降嫁を要請した。和宮はこれを拒むが、10月5日に孝明天皇の説得を受けて明春の下向を承諾する。
万延元年（1860年）10月18日、孝明天皇は和宮の降嫁を勅許し、中山忠能らが縁組御用掛に任ぜられて和宮付女官の選定に入り、（宰相典侍）庭田嗣子・（命婦）鴨脚克子らが選定された。この時、母方の従姉妹に当たる大納言典侍・橋本麗子が嗣子らと共に上臈となった。
文久元年（1861年）4月19日、和宮は内親王宣下を受け、諱を親子と賜った。しかし和宮の下向が近づくと世上では、「降嫁は幕府が和宮を人質とすることが目的で、久我建通らは幕府より賄賂を受け、天皇を騙して幕府の計画を手助けしている」との噂が持ち上がった。
噂を耳にした天皇は10月17日、岩倉具視と千種有文を召し出し、「和宮について江戸に下向し、老中と面談して事の真偽を確かめるとともに和宮の意向が叶うようにせよ」との勅語を与えた。
10月20日、和宮一行は桂宮邸を出立した。東海道筋では河留めによる日程の遅延や過激派による妨害の恐れがあるとして中山道を江戸へと向かった。行列は警護や人足を含めると総勢3万人に上り、行列は50キロメートル、御輿の警護には12藩、沿道の警備には29藩が動員された。
和宮が通る沿道では、住民の外出・商売が禁じられた他、行列を高みから見ること、寺院の鐘等の鳴り物を鳴らすことも禁止され、犬猫は鳴声が聞こえない遠くに繋ぐこととされ、さらに火の用心が徹底されるなど厳重な警備が敷かれた。島崎藤村『夜明け前』にも、第一部第六章で和宮一行が木曾街道を通行する前後の情況が描かれている。

### 大奥の和宮
文久元年（1861年）11月15日、和宮一行は江戸城内の清水屋敷に入った。11月21日、登城した岩倉具視・千種有文は老中の久世広周、安藤信正と会見し、「幕府は和宮を人質に天皇に譲位を迫るつもりだ」との風説について詰問し、幕府に二心無いことを示すため、将軍自らが書いた誓紙を朝廷に提出することを求めた。
12月11日、和宮は江戸城本丸大奥に入る。江戸到着から入城まで1ヶ月近くを要したのは、御所風の遵守という点で和宮側と幕府・大奥側の調整が難航したためである。同13日、先の岩倉らの要求に屈する形で、将軍・家茂は和宮降嫁に関して幕府に二心の無い旨の誓紙を書き、翌日に岩倉らはこの誓書と老中の副書を持って江戸を発ち、京に戻った。
このころには、庭田嗣子の書状によって和宮の江戸での状況は孝明天皇の知るところとなっていた。書状には、
- 和宮の「御所風の暮らしを」との要望がほとんど守られていない。
- 明春の父・仁孝天皇の年回忌のための上洛が「和宮や女官たちが江戸での暮らしに慣れていないから」との理由で延期を要請された。
- 天璋院が和宮に様々な無礼をはたらいた。
- 和宮と自分達に宛がわれた部屋は暗くて狭い。
- 大奥の女中たちと折り合いが悪く、和宮が涙したこともある。

ことなどが書かれていた。天皇は釈明のため老中か若年寄を京に呼び出すようにとの意向を示したが、九条尚忠・岩倉具視らが幕府と交渉して、天璋院に事の次第を糾すことなどで決着を図っている。ただし、孝明天皇は「御所風は和宮に限った特例である」としており、後の御台所がこれに倣う必要の無いことや、武家の棟梁たる将軍が御所風に影響されて柔弱にならぬよう気をつけるようとの意向を、文久2年（1862年）正月に和宮に宛てた手紙に記している。
文久2年（1862年）2月11日、和宮親子内親王と徳川家茂の婚礼が行われる。その様子はそれまでの13代の将軍たちの婚儀とは異なっていた。和宮が征夷大将軍よりも高い身分である内親王の地位で降嫁したため、嫁入りした和宮が主人、嫁を貰う家茂が客分という逆転した立場で行われることとなった。これは後々まで、江戸城内において様々な形で尾を引くこととなった。
その後、京都では尊王攘夷を唱える志士が各地から集まる事態となり、朝廷は薩摩藩の島津久光に市中の警備を依頼した。これに応えて朝廷の信頼を得た久光は、自身が構想する幕政改革案として、
1. 将軍が諸大名を率いて上洛し、国事を議する。
2. 沿海5大藩の藩主を大老に任じて国政に参加させる。
3. 一橋慶喜を将軍後見職に松平春嶽を政事総裁職に任じ将軍の補佐にあたらせる。

の3ヶ条を朝廷に献策し、朝廷はこれを幕府に要求するため勅使・大原重徳を江戸に派遣する。勅使一行は薩摩藩兵に警護されて6月7日に江戸入りする。大原は幕府へのものとは別に和宮宛の勅書も持参しており、それには「天皇の思召しと行き違いが無い様、3ヶ条の要求は和宮から将軍に伝えるように」とあり、6月13日に和宮は勅書の写しを将軍に手渡している。7月1日、幕府は3事策を受け入れ（文久の改革）、大原は22日に京に戻った。
8月に入ると、京では攘夷を一向に実行しない幕府への批判から、天皇の「攘夷親征」に期待する声が強まった。同時に和宮の降嫁に尽力した公卿・女官（いわゆる「四奸二嬪」）への反発も強まり、久我建通・岩倉具視・千種有文・富小路敬直が蟄居・辞官・落飾する。前月に関白を辞していた九条尚忠も重慎み・落飾となった。堀河紀子・今城重子は辞官・隠居・落飾を命じられた。
10月12日、朝廷は幕府に破約攘夷を督促するため、三条実美・姉小路公知の両名を勅使として派遣した。11月27日、両勅使は将軍に対面（江戸には10月28日に着いていたが、将軍が麻疹にかかっていたため対面が遅れた）。12月5日には「攘夷実行について説明するため上洛する」旨の返答書を受け取り、江戸を後にする。
これに先立つ11月23日、幕府は天皇の叡慮に従う形で、和宮の呼称を「御台様」から「和宮様」へ改めると発表した。
文久3年（1863年）2月13日、家茂は江戸を出立した。和宮は家茂の無事を祈り、24日から増上寺の黒本尊の御札を勧請し、御百度を踏んでいる。家茂は2月19日に二条城に入り、3月7日に参内、11日には孝明天皇の加茂行幸に供奉した。4月11日の石清水八幡宮への行幸には風邪による高熱を理由に欠席したが（天皇から「攘夷の節刀」を受けるのを避けるために仮病を使ったといわれる）、「5月10日を以って攘夷を実行する」旨の奉答書は出さざるを得なかった。6月16日に家茂は、海路にて江戸に帰還した。
八月十八日の政変で長州藩を始めとする過激な破約攘夷を唱える勢力が京都から追放されると、同29日、家茂に対し再び上洛せよとの天皇の内意が出た。和宮は将軍出立前の9月4日から春日神社にお百度詣でを始め、11月10日には朝廷に「御用の済み次第、将軍の速やかな江戸帰還」を願っている。12月27日、家茂は海路を京へ向けて出立した（翌年5月8日帰府）。
元治元年（1864年）7月19日、先の政変で都を追われた長州藩が御所を襲撃する禁門の変が起こる。8月2日、家茂は長州征伐の命を下す。長州藩は事変の責任者を処分し、藩主父子が謝罪文を提出して恭順の意を表し、事態は一旦収束する。しかし12月15日、長州藩で政変（功山寺挙兵）が起こり、尊攘派が再び政権を握ったため、家茂は自ら指揮を執っての長州征伐に乗り出す。慶応元年（1865年）5月16日、家茂は大奥対面所で和宮の見送りを受けた後、品川から海路大阪へ向かった。これが二人の今生の別れとなる。

### 家茂死後
慶応元年（1865年）8月10日、和宮とともに江戸に下向し大奥に住まっていた母・観行院が卒去する。内親王としても、また将軍御台所としても異例なことではあるが、母の病状が悪化したころより和宮はたびたび自ら観行院を見舞っていた。
9月16日、アメリカ・イギリス・フランス・オランダの軍艦が通商条約の勅許と兵庫開港を求めて兵庫浦に集結し、幕府の奏請を受けた孝明天皇は10月5日に条約を勅許した。条約勅許の報を受けた和宮は11月1日、「攘夷の実行を条件に徳川家に嫁いだのに、条約が勅許されては歴代の天皇・当今様（孝明天皇）に申し訳ない」と攘夷の叡慮を貫徹するよう朝廷に要請している。
一方、長州征伐は9月21日に勅許を得たものの、薩摩藩の出兵拒否などもあって開戦は延引となっていた。そんな中、慶応2年（1866年）4月になると大坂城の家茂は体調を崩し、6月には食事も進まなくなっていた。家茂の病状が伝えられると和宮は湯島の霊雲寺に病気平癒の祈祷を命じ、医師も蘭方医から漢方医に変えるよう手配し、医師3名を大坂に向かわせた。また孝明天皇も典薬寮の医師を派遣している。
しかし7月20日、家茂は大坂城で薨去した。7月25日、家茂の訃報が江戸に届くと、老中から「継嗣は家茂の遺言通り田安亀之助でよいか」と和宮の意向が問われた。和宮は、「時勢を鑑みて、幼い亀之助ではいかがなものか。確かな後見人がいればよいが、そうでなければ然るべき人物を後継に立てるべき」と申し出た。老中・板倉勝静らも多事多難の折柄、一橋慶喜を15代将軍に立てるべきと判断し、慶喜の後継として亀之助をと和宮に伺ったところ、和宮は「亀之助が成長した暁には、慶喜の跡を継がせればよい」とした。7月28日、幕府は朝廷に慶喜の徳川宗家相続と征長出陣の許可を求めて、翌日には勅許されるが、戦況は幕府の敗色濃厚となり、9月2日には休戦協定が結ばれて終結した。和宮は慶喜に、攘夷の実行を願う書状をたびたび出しているが、慶喜はそれを黙殺している。
12月9日、和宮は落飾し、号を静寛院宮と改めた。12月25日、孝明天皇が崩御し、和宮は1年余りの間に母・夫・兄を次々と失うこととなった。
慶応3年（1867年）1月9日に甥にあたる明治天皇が践祚すると、橋本実麗・実梁父子ら、孝明天皇の勅勘を蒙って参内を止められていた公卿たちが復帰し、佐幕派で占められていた朝廷の顔ぶれは大きく様変わりする。5月8日、天皇は摂政・二条斉敬に和宮の帰京の方策を講ずるように内旨し、6月に入ると朝廷と幕府の間で内交渉が始まったが、交渉は進まなかった。10月に入って和宮から、「攘夷のために下向したが、その甲斐も無くなった。これ以上、外国人が徘徊する江戸にいては朝廷の威信を汚すことになるので善処して欲しい」との要請があると交渉は加速し、「明年1月中旬までに上洛させる」ということで決着する。
10月14日、将軍・徳川慶喜は政権を朝廷に返還し（大政奉還）、列侯会議を主導する形での徳川政権の延命を図った。しかし、薩長両藩と手を結んだ朝廷内の討幕派は12月9日、王政復古の大号令を発し、旧弊を廃して官制を一新、慶喜には辞官と領地の返上を求めた。この同じ日に、和宮を京都に迎えるため公卿を江戸に派遣する旨が布告された。
慶応4年（1868年）1月3日、鳥羽・伏見の戦いから戊辰戦争が勃発する。戦いに敗れた徳川慶喜は12日に軍艦「開陽丸」で江戸へ戻った。江戸城では軍議が開かれたものの、議論百出で結論は出なかった。大勢は主戦論に傾いていたが、既に朝廷への恭順の意を固めていた慶喜は和宮に取り成しを頼んだ。
1月15日、慶喜は天璋院の仲介で和宮に面会、隠居と継嗣の選定、謝罪の伝奏を願ったが、和宮は謝罪の件のみを引受けた。和宮は天璋院と相談して、征討大将軍・仁和寺宮嘉彰親王には土御門藤子を、東海道鎮撫総督・橋本実梁には上臈・玉島をそれぞれ歎願の使者として差し向けることにした。
和宮の歎願書を携えた土御門藤子は、2月8日に京に到着した。そのころ、朝廷では徳川征討を主張する西郷隆盛ら薩摩藩と、外国の干渉を懸念して徳川家への寛大な処分を唱える岩倉具視らが対立し、結論が出ずにいた。しかし次第に厳罰論が優勢となり、2月15日に東征大総督・有栖川宮熾仁親王の進発が決定した。
3月1日、土御門藤子は朝廷の返書を持って江戸に帰還した。朝廷からの返答は「願いの儀については朝議を尽くす」とだけあったが、ともに持参した橋本実麗の文に副えられた正親町三条実愛の書状の写しには、「謝罪の道筋が立てば、徳川家の存続は可能」との旨があった。3月2日、一橋茂徳・田安慶頼の歎願書を茂徳が大総督熾仁親王に持参することになった。和宮は進軍の猶予は請わないが、歎願書を直接熾仁親王に見てもらえるよう橋本実梁に頼んでいる。
3月5日、勝海舟が、徳川慶喜から直々に命じられ西郷隆盛との談判に赴く旗本・山岡鉄舟に託した手紙には「慶喜の恭順の意を解さぬ士民が決起した場合、こちらには統御の術が無く、和宮様の尊位は保ちがたい」との文言がある。9日、山岡は駿府にて西郷隆盛と交渉、江戸城の開城・徳川慶喜の謹慎・幕府海軍の武装解除など、徳川家存続に向けた具体的な条件を引き出すことに成功した。これを受けて13日、江戸高輪の薩摩藩邸で勝と西郷が会談した。後年、勝は「この日は和宮様について、皇女を人質にとろうなどという卑劣な考えは微塵も無いのでご安心されたい。その他のことは明日に改めて談判しようとだけ言って帰宅した」と述懐している。翌14日の会談で、勝は山岡の持ち帰った条件に添う形での恭順の意を示した歎願書を渡し、西郷もこれを受け入れて江戸城の無血開城がなる。
3月18日、和宮は田安慶頼の願いを受けて徳川家の家臣たちに向け、徳川家存続の朝廷の内意を知らせ「今は恭順謹慎を貫くことが徳川家の忠節であり、家名を守ることになる。」との書付を出し、幕臣達の説得にあたった。3月20日、朝廷は慶喜の助命と徳川家存続の処分を決定した。4月7日、和宮と実成院（家茂生母）は清水邸へ、天璋院は一橋邸への立ち退きが決定し、9日には和宮は清水邸に移る。4月21日、和宮は朝廷に徳川家への寛大な処分に対する御礼文を書いている。
閏4月12日、和宮は橋本実梁に徳川家の城地・禄高について、家臣の扶助が継続できる禄高と国替えの宥免を願う直書を出している。新政府は副総裁・三条実美に全権を委任し、三条は29日に田安亀之助の徳川宗家相続のみを許可したが、城地・禄高の決定は先送りされた。徳川家の駿河国移封・所領は70万石との通達があったのは、上野戦争終結後の5月24日である。

### 維新後
徳川家の処分が終了すると、新政府は和宮に政局の混乱や戊辰戦争で延引されていた上洛を願い出るよう促した。和宮は「仁孝天皇陵の参拝と徳川家寛典処分の御礼のため、上洛を願い出たいが、徳川家の経済状況や江戸の市民感情を考えると、こちらからは願い出かねる。適当な名目を立てて、朝廷から上洛を命じて欲しい」と希望した。5月27日に上洛が勧告されると、「徳川家の人々の身の安堵を確認した上で」と一旦は上洛を見合わせ、明春の上洛を企図したが、橋本実麗から明治天皇の東京（7月17日に改称）行幸が終るまでは見合わせるようにと止められる。
明治2年（1869年）1月18日、和宮一行は東海道を京都へと向かい、2月3日、京都に帰着した。聖護院に入り、24日に参内して明治天皇と対面する。明年の仁孝天皇二十五回忌までは京都に逗留することが徳川家に布告され、5月19日には京都在住の沙汰があり、聖護院の屋敷が栄御殿と改称される。明治3年（1870年）1月25日、和宮は念願だった仁孝天皇陵への参拝を果たした。
和宮はその後も京都に在住したが、先年の東京行幸（事実上の遷都）後、東京に住まう甥の明治天皇や伯父の橋本実麗らの勧奨もあり、再び東京へ戻ることを決め、明治7年（1874年）7月に東京に戻る。麻布市兵衛町（現・港区六本木1丁目）にある元八戸藩主・南部信順の屋敷に居住し、皇族や天璋院・徳川家達をはじめとした徳川一門などと幅広い交流を持つようになった。しかしこのころより脚気（夫の家茂と同様、甘い物が好物で症状を悪化させたと伝わる。）を患い、明治10年（1877年）8月、元奥医師の遠田澄庵の転地療養の勧めがあり、箱根塔ノ沢温泉へ向かった。転地療養先では地元住民との交流も行われたという証言がある。
程なく明治10年9月2日、脚気衝心のため療養先の塔ノ沢で薨去した。31歳という若さであった。当初、政府は葬儀を神式で行う予定であったが、和宮の「家茂の側に葬って欲しい」との遺言を尊重する形で、仏式で行われた。墓所は家茂と同じ東京都港区の増上寺。

## 年譜
※日付は明治4年までは旧暦
- 弘化3年（1846年）
  - 閏5月10日未刻、仁孝天皇の第8皇女として誕生。
  - 閏5月16日、「命名の儀」において孝明天皇から「和宮」の名を賜る。
- 嘉永元年（1847年）8月1日、丙午生まれの和宮に「歳替えの儀」で歳が改められる。
- 嘉永4年（1851年）7月12日、有栖川宮幟仁親王の長男・熾仁親王と婚約。
- 文久元年（1861年）
  - 4月19日、内親王宣下を受け「親子」という名を賜る。
  - 10月20日、徳川家茂との婚儀のために京都の桂宮邸を出発。降嫁に際し、三品に叙せられる。
- 文久2年（1862年）2月11日、江戸に着き皇室から降嫁、家茂と婚儀を江戸城で挙行。
- 慶応2年（1866年）7月20日、家茂が大坂城にて死去。輪王寺宮慈性入道親王を戒師として落飾し、同年12月9日、「静寛院宮」を称す。
- 慶応4年（1868年）
  - 1月15日、大坂より帰府した慶喜と対面。
  - 1月21日、土御門藤子を使者として上洛させて徳川家のための嘆願書を提出。
  - 3月10日、再び藤子を沼津に遣わし官軍の江戸進撃猶予を嘆願、11日には侍女玉島を蕨駅に遣わし官軍の進撃猶予を再度嘆願。
  - 4月、江戸幕府は官軍に江戸城と大奥を明渡すことになり実成院とともに田安屋敷へと移る。
- 明治2年（1869年）1月11日、天璋院を訪問して暇乞いをし、18日に東京を発ち、2月3日京都に戻り聖護院を仮御殿とする。
- 明治6年（1873年）3月20日、二品に昇叙。
- 明治7年（1874年）
  - 7月8日、居を東京麻布へ移す。
  - 11月12日、徳川家達を招待、29日には天璋院、本寿院らを御殿に招待する。
- 明治8年（1875年）9月19日に観行院の10回忌を営み、10月9日には徳川邸を訪問する。
- 明治10年（1877年）9月2日、療養先の箱根塔ノ沢環翠楼にて死去、享年32。
- 明治16年（1883年）8月27日、贈一品[9]。

## 遺体と副葬品

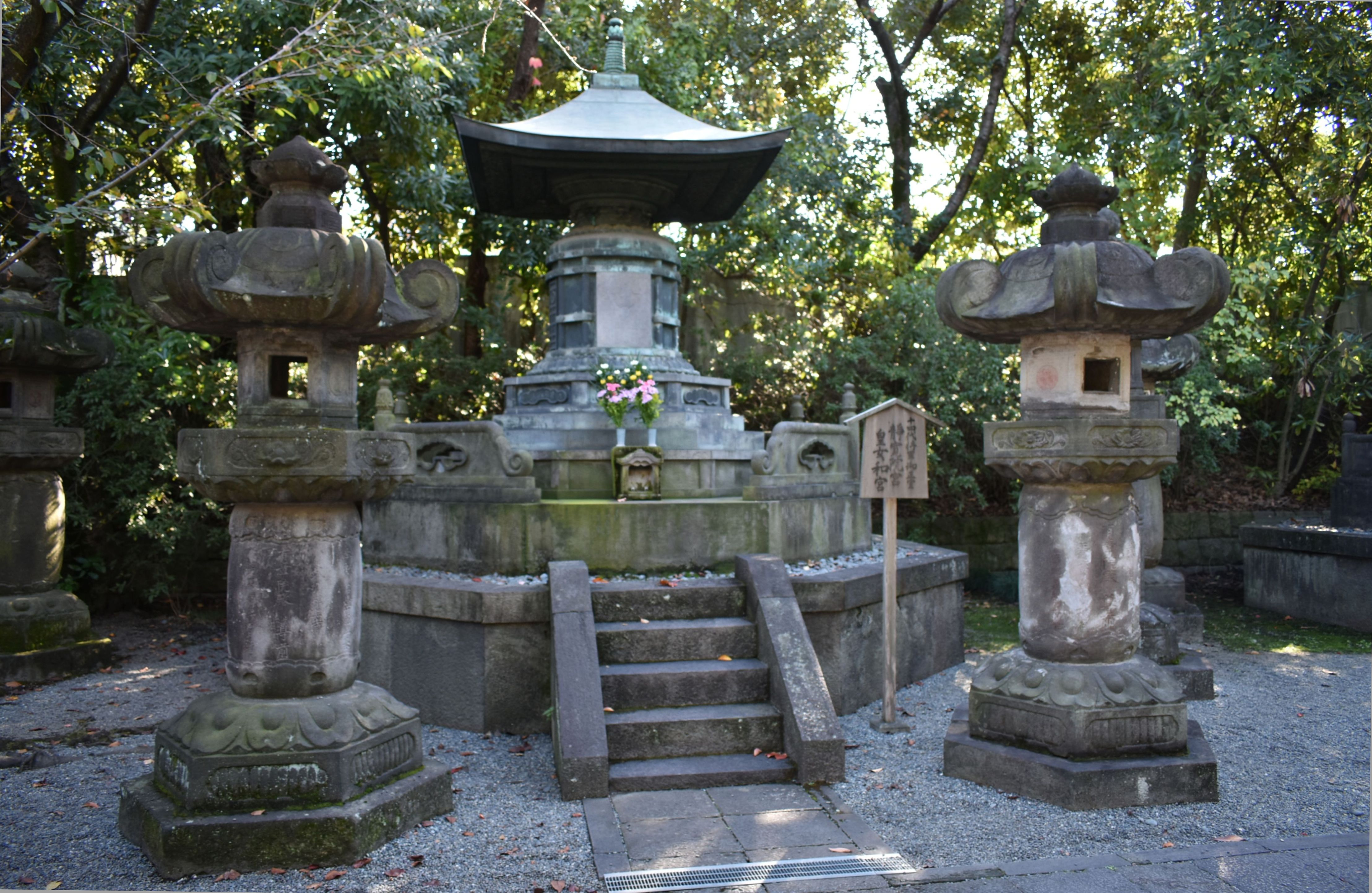
東京都港区芝公園の増上寺にある家茂夫人の宝塔（2019年11月4日撮影）

和宮が埋葬された増上寺の徳川家墓所は、現在の東京プリンスホテルの場所にあったが、1950年代に同地が国土計画興業に売却されたため、和宮をはじめ、歴代将軍およびその正側室の墓所と遺骸も発掘・改葬された。その際の調査結果をまとめた『増上寺徳川将軍墓とその遺品・遺体』によると、和宮の血液型はA型かAB型で、身長は143.4cm、体重34kg（いずれも推定）であり、骨格の形状から極端な反っ歯と内股が特徴の小柄な女性であったと推定されている。この際、左手の手首から先の骨がいくら探しても見つからなかった。増上寺にある和宮の銅像や日本女子会館にある和宮の銅像も左手は不自然に隠れており、また肖像画には左手が描かれていないことから、彼女が生前何らかの理由で左手首から先を欠損していたのではないかとの推測もある。
古墳はともかく、陵墓や陵墓参考地の大半が宮内庁の方針により事実上の学術調査不可となっている現在、和宮は墓所が発掘調査された数少ない皇族である。
また、和宮の棺からは烏帽子に直垂姿をした若い男性の写真乾板が副葬品として見つかったが、その後の保存処理が悪かったため、翌日には乾板はただのガラス板になっていたという。この男性の正体は未だに不明であるが、夫の家茂である可能性が強い。あるいは婚約者だった有栖川宮熾仁親王ではないかとの主張もあるが、和宮自身の、夫のそばで葬ってほしいとの遺言に基づき徳川家墓所に葬られているのであるから可能性は低い。

## 和宮親子内親王の写真
近年、和宮が降嫁に際し中山道を通って江戸へ向う途中、信州小坂家で休息した折、小坂家の写真師が撮影した和宮の写真が発見された。これはポジのガラス乾板で軍扇に収められており、複写したものが小坂家末裔の小坂憲次から阿弥陀寺に寄進されている。 この写真の和宮からは、袿の袖からわずかに両手の先を出している姿が確認できる。ただし、この写真に写っているのが本当に和宮本人かを疑問視する説も存在する。
幕末や明治初期の写真や写真師について研究する森重和雄は、以下の理由からこの写真が和宮であることに否定的な見解を示している。
- 和宮は慶応2年に薙髪したと諸書に記されており、その通りであればこの写真はそれ以前の撮影（21歳以前）ということになるが、写真の女性はその年代には見えない。
- 明治35年2月発行の『太陽』という雑誌に全く同じ写真が「物故諸名士」として掲載されており、そこには写真の女性を「故柳澤明子」とし、この年の1月8日に亡くなったと説明している。柳澤明子は昭憲皇太后の実姉であるので大垂髪姿で写真に写ることも説明がつく。実際に明治初年に撮影された柳澤明子の別の写真は大垂髪姿である。
- この写真に写る椅子は、他の古写真との照合により清水東谷の写真館で使用されていた椅子であることが判明しており、撮影場所は信州小坂家ではなく、清水東谷が自身の東京の写真館で撮影したものである。
- この写真を和宮とする根拠のひとつとして、小坂家の小坂繁子（小坂しげ）の日記の昭和3年1月27日条にある高倉寿子（昭憲皇太后の女官）が和宮であることを確認した旨の記載があげられるが、高倉寿子は昭和3年1月27日の時点で89歳の高齢である。高倉は柳澤明子の父親である一条忠香にも出仕していた経歴があることから柳澤明子のことも知っていたはずであり、高倉の記憶違いの可能性がある。
- 小坂家の所在地は長野市村山であり、そもそも中山道から大きく外れている（和田宿から63キロメートル、八幡宿から66キロメートルの距離）。

## 挿話

### 大奥との関係
- 天璋院は和宮と対面した際、上座にあって会釈も礼もせず、和宮の座には敷物も用意されていなかったという。
- 大奥で中臈だった大岡ませは、廊下で和宮に会った時、廊下の隅で平伏した自分の前を通り過ぎる和宮の袴から出た足が、足袋を履かずに素足だったことの驚きを明治になって語った。江戸大奥では足袋を履くのが決まりであったが、御所では勅許が出ないうちは足袋を履かないという「御所風の生活」を文字通り和宮が主張した結果のためである。もっとも和宮に限らず御所方の宰相典侍・庭田嗣子の『御側日記』にも、5月2日日光輪王寺の強飯式に「足袋をはかされ申すこと江戸方御用に懸り候人々式日にて眉なし」と記し、無理矢理足袋を履かされたことに対する困惑が見られた。
- こうした大奥との対立も維新後は次第に氷解していったようで、明治7年（1874年）の東京移住後は天璋院を始めとする徳川家の人々とも親しく交流している。天璋院とともに勝海舟の屋敷を訪れ昼食をとった際、お櫃のご飯をどちらがよそうかとなった時は、勝がもう一つしゃもじを用意して、互いの茶碗にご飯をよそわせたという。

### 家茂との夫婦関係
- 江戸城大奥における武家方従者と御所方従者の対立とは別に、家茂は側室を置かず、和宮を生涯の伴侶とし、夫婦仲は良好であったとされている。[要出典]
- 文久3年（1863年）の家茂上洛の際は、海路をとることを聞くと家茂の身を案じて、陸路への変更を申し入れている。[要出典]
- 「惜しましな 君と民との ためならば 身は武蔵野の 露と消ゆとも」の歌は、降嫁を決心した時に詠んだものとされてきたが、近年では文久3年の家茂上洛中に詠んだと推定されている。[要出典]
- 家茂が長州征伐のために上洛の際、凱旋の土産は何がよいかと問われた和宮は、西陣織を所望したという。[要出典]しかし家茂は征長の最中に大坂城にて病没、西陣織は形見として和宮の元に届けられた。和宮は「空蝉の唐織り衣なにかせん綾も錦も君ありてこそ」の和歌を添え、[要出典]その西陣織を増上寺に奉納、のちに追善供養の際、袈裟として仕立てられた。これは空蝉の袈裟として現在まで伝わっている。

### その他
- 降嫁が決まると、家茂の信頼が高く戸田忠道（講武所奉行、窪田清音の高弟）が京から中山道を通り江戸までの警固の任にあたった。この時、和宮内親王がお越しになる際に「ウスイ」では縁起が悪いと、碓氷峠を「相生峠」としたという。忠道は奥向師範役を命じられ、万延2年（1861年）家茂の上洛にも同行して徒頭役、御納戸頭に栄進して家茂に近習した[12]。

## 御料
国立歴史民俗博物館の『旧高旧領取調帳データベース』には、山城国葛野郡川島村のうち70石余が「元和宮御料」として記載されている。

## 著書
- 「静寛院宮御日記」（『続日本史籍協会叢書』第2期1・2巻所収、東京大学出版会）ISBN 978-4-13-097801-9

## 関連作品
小説
- 川口松太郎『皇女和の宮』（1953年、朝日新聞社）※新派によって舞台化され、和宮役は初代水谷八重子の当たり役八重子十種のひとつとなった。
- 吉屋信子『続・徳川の夫人たち』（1968年、朝日新聞社・1979年、朝日文庫）
- 有吉佐和子『和宮様御留』（1978年、講談社）
- 内田康夫『皇女の霊柩』（1997年、新潮社）浅見光彦シリーズ
- 植松三十里『女たちの江戸開城』（2006年、双葉社・後に改題され『大奥開城 女たちの幕末』（2008年、双葉文庫）として発表）
- 植松三十里『天璋院と和宮』（2008年、PHP文庫）
- 阿井景子『和宮お側日記』（2008年、光文社）
- 藤咲あゆな『幕末姫 ―葵の章―』（2018年、集英社みらい文庫）

漫画
- 藤田素子『和宮内親王』（1986年、「ロマンコミックス 人物日本の女性史」第29巻、世界文化社）
- 村上もとか『JIN-仁-』（2000年 - 2010年、集英社）
- よしながふみ『大奥』（2004年 - 2021年、白泉社）

映画
- 朱雀門（1957年、大映、演：若尾文子）
- 大東京誕生 大江戸の鐘（1958年、松竹、演：山田五十鈴）

テレビドラマ
- 皇女和の宮（1968年1月1日 - 2月19日、テレビ朝日「ポーラ名作劇場」、原作：川口松太郎、演：佐久間良子）
- 大奥（1969年、関西テレビ、演：美空ひばり）
- 和宮様御留（1981年、フジテレビ、演：岡田奈々）
- 大奥（1983年、関西テレビ、演：仙道敦子）
- 天璋院篤姫（1985年、テレビ朝日、演：秋吉久美子）
- 翔ぶが如く（1990年、NHK、演：鈴木京香）
- 和宮様御留（1991年、テレビ朝日、演：藤谷美紀）
- 徳川慶喜（1998年、NHK、演：小橋めぐみ）
- 大奥（2003年、フジテレビ、演：安達祐実）
- 篤姫（2008年、NHK、演：堀北真希）
- JIN-仁- 完結編（2011年、TBS、演：黒川智花）
- 青天を衝け（2021年、NHK、演：深川麻衣）
- 大奥（2023年、NHK、演：岸井ゆきの）

楽曲
- さくらゆき『雫』（作詞：小栗さくら、作曲：田中俊輔）

舞台
- 武蔵野の露と消ゆとも（1997年、宝塚歌劇団星組、演：白城あやか）
- 大奥（2007年、演：安達祐実）